# Philodromus rodecki
Philodromus rodecki är en spindelart som beskrevs av Willis J. Gertsch och William Livingston Jellison 1939. Philodromus rodecki ingår i släktet Philodromus och familjen snabblöparspindlar. Inga underarter finns listade i Catalogue of Life.